# Jakob Friedrich Fries
Jakob Friedrich Fries (Barby, Reino de Prusia, 23 de agosto de 1773 - Jena, Reino de Prusia, 10 de agosto de 1843) fue un filósofo, físico y matemático alemán.

## Vida
Hijo de un pastor, Fries recibió su educación, como Friedrich Schleiermacher, en instituciones educativas de la Hermandad de Moravia en Niesky. Tras su formación teológica en el seminario de Teología en dicho lugar, desde 1795 estudió Derecho y Filosofía, primero en la Universidad de Leipzig y posteriormente, desde 1797, en la Universidad de Jena, donde fue alumno de Fichte. Después ejerció hasta 1800 como profesor particular en Suiza. Tras doctorarse ese mismo año con Fichte, también con él pudo en 1801 obtener una cátedra (Habilitation) y en 1805 fue nombrado profesor extraordinario, como su rival Hegel. Todavía en el mismo año fue llamado, sin embargo, para una cátedra de Filosofía y de Matemática elemental (que en 1812 aún se extendía a la Física) en la Universidad de Heidelberg. En 1816, se le llamó de nuevo a Jena, donde, sin embargo, en 1819 se le hizo emérito a la fuerza. En 1824, se le dio permiso para dar de nuevo lecciones de Matemáticas y Física, y solo con posterioridad se le permitió de nuevo dar clases de Filosofía; de ahí que su efecto como filósofo quedara bastante restringido. 

## Obra
Aunque Fries se apartó de los caracteres pietistas de la fe religiosa en que se crio, quedaron elementos religiosos estructurales determinantes para la evolución de su sistema filosófico. En su obra crítica sobre Reinhold, Fichte y Schelling (1803; reimpresa en 1824 como Polemische Schriften, «Escritos polémicos») presentó con claridad su posición filosófica en relación con sus contemporáneos, así como en los tratados System der Philosophie als evidente Wissenschaft (Sistema de la filosofía como ciencia evidente, 1804) y Wissen, Glaube und Ahndung (Saber, fe y presentimiento, 1805, reed. en 1905).
Su tratado más importante, la Neue oder anthropologische Kritik der Vernunft (Nueva crítica o crítica antropológica de la razón), de 1807 (2ª edic. 1828-1831), era un intento de dar una nueva fundamentación a la teoría crítica de Kant en la autorreflexión, y también a la «autoconfianza de la razón». La obra ha dado ocasión a que se le lanzara el reproche de psicologismo, si bien esto se ha discutido con frecuencia. En 1811 apareció su System der Logik (Sistema de la Lógica), y en 1814 Julius und Evagoras, ein philosophischer Roman (novela filosófica). Tras su llamamiento a Jena a la cátedra de Filosofía teórica (que incluía Matemáticas, Física y Filosofía moderna), emprendió una cruzada contra el romanticismo dominante.
Políticamente, Fries era un ilustrado liberal, nacionalista y unionista, que apoyó de múltiples modos a las fraternidades estudiantiles (Burschenschaften). Expuso su punto de vista en el libro Von deutschem Bund und deutscher Staatsverfassung (1816), que dedicó «a la juventud de Alemania»; en 1817, se presentó en el Festival de Wartburg (Wartburgsfest) como orador. En su polémica Über die Gefährdung des Wohlstandes und Charakters der Deutschen durch die Juden (traducible como «Sobre los peligros de los judíos para el bienestar y el carácter de los alemanes»), de 1816, se manifiesta claramente antisemita: caracteriza a los judíos como «sabandijas» (Gewürm) y propone que un signo en su ropa los distinga del resto de la población. Además, hace responsables a los judíos alemanes del creciente influjo social del dinero y alienta su expatriación de Alemania. 
En 1819, los Decretos de Karlsbad, votados por los representantes de los gobiernos alemanes, pusieron fin a la influencia ulterior de Fries. Karl Ludwig Sand, el asesino de Kotzebue, se contaba entre los alumnos de Fries; una carta de Sand, que se encontró en casa de otros estudiantes y en la que se advertía a Sand sobre la participación en sociedades secretas, las suspicaces autoridades la consideraron como prueba de culpabilidad. Fries fue juzgado por el tribunal de Mainz, de manera que el archiduque de Weimar tuvo que retirarle el permiso de dar clases; sin embargo, siguió pagándole su sueldo, hasta que en 1824 pudo reemprender en parte sus lecciones y catorce años después, cinco antes de su muerte, las retomó de forma completa. 
Se considera a Fries fundador del principio del presentimiento (Ahndung), mediante el cual trataba de escapar al dilema de fe y saber. Introdujo así el papel del sentimiento y de la Estética como principio de acción. Configura, pues, la «devoción» (Andacht) y la «abnegación» (Hingabe) como categorías extrarreligiosas de acción política. Según Fries, la convicción (Überzeugung) y la intención (Gesinnung) son motivos suficientes de participación activa en el acontecer político. La propuesta de Fries, vehementemente a favor de la fundamentación de acciones con objetivo político llegando hasta el atentado, mantiene su vigencia. 

## Polémicas filosóficas
Fries estuvo implicado en una disputa con el filósofo alemán Georg Wilhelm Friedrich Hegel. Ya en 1812, en su Ciencia de la lógica, Hegel atacó la «superficialidad» de la filosofía de Fries. Años después, en el «Prefacio» de su Filosofía del derecho, Hegel criticó la participación de Fries en los acontecimientos estudiantiles y su papel en la Burschenschaft. A ojos de Hegel, Fries dependía de la «percepción inmediata y la imaginación contingente»; sus puntos de vista eran más emocionales que racionales. Hegel argumentaba que la metodología de Fries no era suficientemente científica y que, por tanto, sus conclusiones eran ilógicas. No obstante, Fries respondió a estas críticas y acusó a Hegel de defender el orden existente y su propia posición privilegiada dentro de aquel. Dijo que «el hongo metafísico de Hegel no ha crecido en los jardines de la ciencia, sino en la colina de estiércol del servilismo». Para Fries, las teorías de Hegel sólo tendían a la defensa del orden establecido y en concreto de las autoridades prusianas.

## La escuela friesiana
A la primera escuela friesiana (1847-1849) pertenecieron: Ernst Friedrich Apelt (1815-1859), su representante principal y editor de la serie Abhandlungen der Fries'schen Schule (Tratados de la escuela friesiana), así como los filósofos Ernst Sigismund Mirbt (1799-1847), Friedrich van Calker (1790-1870) y Heinrich Johann Theodor Schmid (1799-1836), el botánico Ernst Hallier (1831-1904), el zoólogo Oscar Schmidt (1823-1886), el matemático Oskar Schlömilch (1823-1901) y otros. El matemático Carl Friedrich Gauss (1777-1855) y el botánico Matthias Jacob Schleiden (1804-1881) valoraban mucho a Fries. Para el filósofo y teólogo Friedrich Eduard Beneke (1798-1854) la filosofía de Fries tuvo una influencia esencial, como también para el filósofo Jürgen Bona Meyer (1829-1897) así como para los teólogos Wilhelm Martin Leberecht de Wette (1780–1849) y Carl Heinrich Schleiden (1809-1890, hermano del botánico antes citado), y para Karl August von Hase (1800-1890), Karl Schramm (1810-1888), Dankegott Kramer y Otto Eggeling.
El filósofo de la religión Rudolf Otto, sin ser discípulo ni seguidor de Fries, fue considerablemente influido por la doctrina de este respecto al papel del sentimiento en la religión.
A comienzos del siglo XX, el filósofo de Gotinga Leonard Nelson fundó una «Nueva Escuela Friesiana», editó desde 1904 una «Nueva Serie» de los Abhandlungen der Fries'schen Schule y fundó en 1913 una Jakob-Friedrich-Fries-Gesellschaft («Sociedad Jakob Friedrich Fries»), activa hasta 1921, con el psiquiatra y psicoterapeuta Arthur Kronfeld como gerente. 
En tiempos recientes, el racionalismo crítico de Popper, representado en Alemania por Hans Albert y Helmut F. Spinner, entronca con la filosofía de Fries; en los EE. UU., el filósofo Kelley L. Ross se remite con fuerza a la filosofía friesiana y, con el título The Proceedings of the Friesian School, Fourth Series, conduce desde 1996 un e-journal con un «archivo filosófico».

## Obras de Fries

### Ediciones originales
- «Über das Verhältnis der empirischen Psychologie zur Metaphysik» (art. publicado en la revista Psychologisches Magazin, 1798).
- Reinhold, Fichte und Schelling (Leipzig, 1803; reimpr. en 1824 como Polemische Schriften, «Escritos polémicos»).
- Philosophische Rechtslehre (Teoría filosófica del derecho, 1803).
- System der Philosophie als evidente Wissenschaft (Sistema de la filosofía como ciencia evidente, 1804).
- Wissen, Glaube und Ahndung (Saber, fe y presentimiento, 1805).
- Neue Kritik der Vernunft (Nueva crítica de la razón, 1807; 2ª edic. 1828-1831, como Neue oder anthropologische Kritik der Vernunft).
- System der Logik (Sistema de la Lógica, 1811).
- Julius und Evagoras, ein philosophischer Roman (novela filosófica, 1814).
- Von deutschem Bund und deutscher Staatsverfassung (1816).
- Handbuch der praktischen Philosophie (Manual de la filosofía práctica, 1817- 1832).
- Handbuch der psychischen Anthropologie (Manual de antropología psíquica, 1820-1821, 2ª edic. 1837-1839).
- Die mathematische Naturphilosophie (La filosofía natural matemática, 1822).
- Über die Gefährdung des Wohlstandes und Charakters der Deutschen durch die Juden (Sobre la amenaza de los judíos para el bienestar y el carácter de los alemanes, 1816).
- System der Metaphysik (Sistema de la metafísica, Heidelberg, 1824).
- Handbuch der Religionsphilosophie und der philosophischen Ästhetik (Manual de filosofía de la religión y de estética filosófica, 1832).

### Ediciones modernas
Desde 1967 se publica una edición de obras completas dispuestas en más de treinta tomos: Jakob Friedrich Fries - Sämtliche Schriften. Nach den Ausgaben letzter Hand zusammengestellt, eingeleitet und mit einem Fries-Lexikon versehen von Gert König (Bochum) und Lutz Geldsetzer (Düsseldorf) en la editorial Scientia Verlag de Aalen.